# Mancha café com leite
Manchas café-com-leite são marcas de nascença pigmentadas de cor marrom claro. Algumas doenças estão associadas com estas manchas.

## Condições associadas

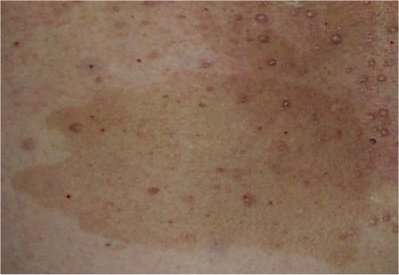
Mancha café-com-leite da neurofibromatose tipo I

Apesar de as manchas café-com-leite não afetarem a saúde da pessoa, a presença de múltiplas manchas tem sido relacionada com a neurofibromatose e a rara síndrome de McCune-Albright.
Especificamente, possuir seis ou mais manchas de café com leite maiores do que 5 mm de diâmetro antes da puberdade, ou maiores que 15 mm de diâmetro após a puberdade, são características diagnósticas importantes para a neurofibromatose tipo I.
Outras síndromes que podem incluir as manchas café-com-leite são:
- Doença de Von Hippel-Lindau
- Anemia de Fanconi
- Esclerose tuberosa
- Nanismo de Silver-Russell
- Ataxia telangiectasia
- Síndrome de Bloom
- Síndrome do nevo da célula basal
- Doença de Gaucher
- Síndrome de Chédiak-Higashi
- Síndrome de Hunter
- Síndrome de Marfan
- Síndrome de Maffucci
- Síndrome de McCune-Albright
- Síndrome de Peutz-Jeghers
- Neoplasia endócrina múltipla tipo 2